# 純陀太子
純陁太子（?—513年?八月戊申），亦作純陀太子或淳陀太子，是百济君主武寧王的兒子，也是日本和氏（亦作高野氏）的始祖。

## 概要
《日本書紀・卷17》继体天皇7年（西曆513年）八月記載：「秋八月癸未朔戊申、百濟太子淳陀薨」，有學者認為這個「淳陀」和純陁是同一個人。但是在朝鮮半島只有「武寧王的兒子是純陁」，並沒有「淳陀」這個人物的存在。而在《日本書紀》較早一點的記載：武烈天皇7年（西曆505年）四月左右，有從百濟派遣的「百濟國主的骨族」斯我君抵達。這位斯我君的兒子法師君是倭君的始祖，但與純陁的關係不明，可能是兄弟關係。在西方有研究東方歷史的人認為：淳陀和他的兩位兄弟其實可能是同一人的不同稱呼，因為這位斯我君的兒子法師君是與日本當地的女子所生，而他們的曾孫归化了日本，成為日本和氏的祖先，與其後高野新笠的祖先的資料一樣。
據《新撰姓氏錄》和《續日本紀》記載：純陀太子的四代孫和史宇奈羅是日本和氏及高野氏的始祖。和史宇奈羅的四代孫叫和史乙繼，獲賜名高野氏，成為了高野氏的始祖。此外，和史乙繼的女兒是光仁天皇的後宮、桓武天皇的生母。按《續日本紀・卷40》記載：
|  | 皇太后姓和氏。諱新笠。贈正一位乙繼之女也。母贈正一位大枝朝臣眞妹。后先出自百濟武寧王之子純陀太子。皇后容徳淑茂。夙著聲譽。天宗高紹天皇龍潜之日。娉而納焉。生今上。早良親王。能登内親王。寳龜年中。改姓爲高野朝臣。今上即位。尊爲皇太夫人。九年追上尊號。曰皇太后。 |

而據《續日本紀》所載，他們的遠祖叫都慕王，是由河伯女兒感應日精而生。

## 家系
- 祖父：昆支（곤지，？～477年）
- 祖母：？
  - 叔父：東城王（445年～501年，在位479年～501年）
  - 父王：武寧王（462年～523年，在位501年～523年）
  - 母后：？
    - 弟弟：聖王（？～554年，在位523年～554年）
      - 侄兒：威德王（525年～598年，在位554年～598年）
      - 侄兒：惠王（527年～599年，在位598~599年）
      - 侄兒：琳聖太子（577年～657年）

    - 弟弟：斯我君（朝鲜语：사아군）（生沒年不詳）
    - 夫人：日本人
      - 兒子：法師君
        - 孫子：雄蘇利紀君
          - 曾孫：和史宇奈羅，歸化日本。

## 其他
純陀太子的五世孫和史氏歸化日本，是為和史宇奈羅。和史宇奈羅之後的世代有：和史栗勝（六世）、和史淨足（七世）、和史武助（八世），至其九世孫和史乙繼改稱高野朝臣，成為高野氏的始祖。高野朝臣的女兒高野新笠成為了光仁天皇的後宮，誕下了後來的桓武天皇。

## 參看
- 武寧王 (百濟)
- 高野新笠